# Tansarga
Tansarga là một tổng của tỉnh Tapoa ở phía đông Burkina Faso. Thủ phủ của tổng này là thị xã Tansarga. Dân số năm 2006 là 35.535 người.

## Các thị xã và các làng
Banduo, Bobomondi, Bodiaga, Boupiena, Diafouanou, Diamanga, Kabougou, Katela, Kobdari, Kombongou, Kotchari, Kpenkouandi, Malpoa, Natongou, Piélgou và Toptiagou.